# Fall Out Boy
Fall Out Boy – amerykański kwartet grający muzykę pop punk, wywodzący się z chicagowskiej sceny undergroundowej i pochodzący z Wilmette w stanie Illinois.

## Kariera

### Początki
Zanim doszło do założenia Fall Out Boy, jego członkowie zdążyli się już dość dobrze poznać – wszyscy bowiem mieli za sobą epizody w chicagowskich, głównie hardcorowych zespołach muzycznych i zdarzało się, że przez krótki okres grywali ze sobą w tych samych zespołach. Pomysłodawcami oraz założycielami zespołu są dwaj starzy przyjaciele, Joe Trohman i Pete Wentz. Obaj współpracowali niegdyś w Arma Angelus (Pete Wentz był liderem i wokalistą tego zespołu, Joe Trohman grał w nim przez pewien czas na basie). To oni postanowili w 2001 roku, by wykorzystać swoje doświadczenie ze sceny hardcorowej i stworzyć nowy projekt, który będzie miał jednak bardziej pozytywne brzmienie. Pete Wentz zabrał się więc za pisanie bardziej popowych utworów. Tymczasem Joe Trohman przyjął do zespołu Patricka Stumpa, którego spotkał pewien czas wcześniej w kawiarni (Patrick Stump, który został mianowany wokalistą Fall Out Boy, grał wcześniej w kilku mniej znanych zespołach na swojej uczelni, tyle, że na perkusji).
Jeszcze w 2001 muzycy nagrali pierwsze demo, odbył się też wtedy ich pierwszy show. Wówczas anonimowi, na kolejnym swoim występie zapytali publiczność o propozycje nazwy dla swojego projektu. Traf chciał, że najgłośniej zareagował na to pytanie fan popularnej kreskówki The Simpsons, który krzyknął „Fallout Boy!” (imię jednego z drugoplanowych bohaterów). Kapela skorzystała z pomysłu – nie wiedząc, iż jest to odniesienie do kreskówki, nazwali siebie Fall Out Boy. Takim sposobem zespół osiągnął solidne podstawy – czas było wypłynąć na szersze wody. Udało się to w maju 2002, kiedy to na rynku znalazł się pierwszy EP Fall Out Boy, nagrany – wspólnie z kapelą Project Rocket – w studiu Uprising Records. Ta sama wytwórnia wydała pierwszy pełnometrażowy album zespołu – Fall Out Boy’s Evening Out With Your Girlfriend – w styczniu 2003 roku. Roku, który okazał się przełomowym w karierze członków kapeli.

### Rok 2003
W chwili trafienia pierwszego albumu do ogólnej sprzedaży, Fall Out Boy był już zakontraktowany z inną wytwórnią – florydzką Fueled by Ramen, która musiała najpierw siłować się pewien czas z Island Records, by wywalczyć względy członków Fall Out Boy i przekonać ich do współpracy. Zespół z Illinois zyskiwał coraz lepszą markę. Niebawem został również rozwiązany ostatni problem personalny – od dłuższego czasu zespół miał problemy z dobraniem właściwego perkusisty, ci, z których usług korzystano próbnie, nie spisywali się najlepiej, zaś Patrick Stump czuł się już na wokalu dostatecznie dobrze i nie było sensu zmieniać jego roli w kapeli. Dlatego też zaproszono do współpracy Andy’ego Hurleya; zresztą nieprzypadkowo jego, gdyż doskonale znał go Pete Wentz– wcześniej grali razem w metalcore’owym Racetraitor; do tego Andy grał na bębnach w Project Rocket, gdy ci tworzyli z Fall Out Boy wspomniany wspólny EP. Wykrystalizował się więc ostateczny skład zespołu.
Pierwszych kilka tygodni roku członkowie spędzili w studiu nagraniowym, tworząc materiał do nowej płyty, która wyszła na rynek już 4 miesiące po poprzednim krążku. Take This to Your Grave – bo tak nazywa się drugi album Fall Out Boy – zebrał bardzo pozytywne recenzje. Kapela ruszyła w pierwszy poważny tour i co najważniejsze – zainteresowały się nią media (FUSE, MTVu), które zaczęły puszczać ich pierwsze teledyski. 280 koncertów w 2003 roku pozwoliły zespołowi osiągnąć stałą grupę fanów w całej Ameryce. Z początku większym zainteresowaniem ludzi cieszyły się kapele, które odbywały tour razem z Fall Out Boy (Less Than Jake, The All-American Rejects, Yellowcard), jednak role zaczęły się szybko zmieniać. Sam lider zespołu – Pete Wentz – powiedział, że jesień tamtego roku była czasem, w którym „zaczynał rozumieć, że tych kilkuset fanów przychodzi specjalnie dla nich”. Pod koniec roku stacja MTV nagrała o Fall Out Boy odcinek „You Hear It First” (popularny, promujący nowe zespoły program), zwracając na tę kapelę oczy całego już świata. Ostatnim akcentem tych dwunastu miesięcy było podpisanie umowy z Island Records (co było też udanym zwieńczeniem roku dla owej wytwórni, która długo walczyła o ten kontrakt).

### Fall Out Boy Mania (2004–2006)
Pierwsze miesiące następnego roku zespół spędził na trasie koncertowej, która przebiegała również przez Europę. W maju 2004 kapela wydała My Heart Will Always Be the B-Side to My Tongue – drugi (tym razem akustyczny) EP, połączony z materiałem DVD. Tym ostatnim sprawili swoim fanom niemałą radość – zawiera on swoistą historię kapeli; choć krótką, niezwykle barwną. Wydawcą wspomnianego EP jest jeszcze Fueled by Ramen – to ostatni akcent współpracy FOB’a z tą wytwórnią (FOB’a jako kapeli, gdyż Pete prowadził w późniejszym czasie prywatne interesy z tą kompanią). Następne miesiące przyniosły kolejne pojedyncze utwory, w tym nagranie demowe „Dance Dance”, którym Fall Out Boy zaskarbił sobie sympatię kolejnych fanów i mediów. Maj kolejnego roku (można więc powiedzieć, że w tym miesiącu każdego roku zawsze się coś działo) przyniósł długo oczekiwany album From Under the Cork Tree – lecz również wielki sukces kapeli z Illinois. Dość powiedzieć, że pierwsze 70 tysięcy kopii sprzedało się już w pierwszym tygodniu. Słuchacze w rekordowym tempie zaczęli również kupować wcześniejsze nagrania zespołu (tego samego maja 2005 remasterowana została pierwsza płyta, „Fall Out Boy’s Evening Out With Your Girlfriend”, zaś „Take This To Your Grave” osiągnął status Złotej Płyty).
Same „From Under the Cork Tree” szybko wskoczyło na 9. miejsce w najbardziej prestiżowym amerykańskim rankingu sprzedawanych płyt – Billboard 200. Album dwukrotnie zyskał status Platynowej Płyty, zaś singel „Sugar, We’re Goin Down” był – według stacji MTV2 – najlepszym klipem roku, plasując się na wszelkich ważniejszych listach w pierwszej dziesiątce. Top 10 bardziej uznanych notowań osiągnął również bez problemu następny singel Fall Out Boy – wspomniany „Dance Dance”. To najbardziej rozpoznawalny utwór tej kapeli, który przyniósł jej wielkie grono kolejnych fanów i który wykreował zbyt błędne spojrzenie świata na ten zespół – gdyż „Dance Dance” to znacznie bardziej komercyjne przedsięwzięcie, niż jakiekolwiek inne, związane z twórczością zespołu. Za członkami kapeli, wywodzącymi się ze sceny undergroundowej, zaczęły stać coraz poważniejsze pieniądze. Pete założył własną wytwórnię, Decaydance Records (zależną od Fueled by Ramen) oraz własną linię odzieżową (Clandestine Industries), zaś Patrick zaczął dorabiać jako producent, promując nowe zespoły. W 2006 roku, pod którego znakiem stała wielka (krajowa oraz zagraniczna) trasa koncertowa FOB’a, zespół ten został wybrany przez Grammy jednym z najlepszych nowych artystów na rynku (nominacja do nagrody), zdobył także kolejne wyróżnienie MTV (nagroda publiczności), a także prestiżową statuetkę Kerrang!, kolejną dla klipu do „Sugar, We’re Goin Down”. Wielokrotne występy na najważniejszych muzycznych galach, udziały w popularnych, amerykańskich wieczornych programach sprawiły, że na zespół z przedmieść Chicago nastąpiła swoista mania, która nie ominęła również Polski.

### Plany (2007)
Na początku lutego 2007 roku wyszła, również na polski rynek, płyta Infinity on High – jest ona przełomowa pod wieloma względami. Pierwsze utwory, dostępne już do wysłuchania, a które się znajdą na tym krążku, zdradzają zmianę stylu Fall Out Boy. Jak sami muzycy mówią: „są to piosenki R&B, które staraliśmy się przerobić na punk”. W pracę nad nową płytą kapeli zaangażowani zostali m.in. znani raperzy Jay-Z oraz Kanye West.

Płyta jest istotna również z innego względu, stanowi ona bowiem protest zespołu z powodu tego, co dzieje się na rynku pop-punkowym; stanowi też odpowiedź na pytanie, jak zmienili się sami członkowie kapeli. Nowe piosenki, mimo że różne brzmieniowo, zdradzają, że wewnątrz to wciąż ci sami ludzie.

### Folie à Deux(2008)
W listopadzie 2008 roku na rynek weszła nowa płyta – Folie à Deux. W przeciwieństwie do poprzednich albumów, płyta ta charakteryzuje się bardziej popowym brzmieniem. Nie oznacza to jednak, że „FOB” zupełnie odeszli od swoich rockowych korzeni. Rockowy klimat zespołu podtrzymuje choćby utwór „West Coast Smokers”. Na płycie można usłyszeć również inne znane głosy, gościnnie wystąpił m.in. Brendon Urie z Panic! At The Disco.

### Believers Never Die: Greatest Hitsi nieokreślona przerwa „hiatus” (2009)
Kompilacja zatytułowana Believers Never Die – Greatest Hits została wydana 17 listopada 2009. Zawiera single grupy, jak i 2 nowe piosenki. Jedna z nowych piosenek to nowa wersja „Alpha Dog”, utworu wydanego poprzednio jako demo na taśmie Welcome to the New Administration. Okładka płyty, zaprojektowana przez Daniela Dangera przedstawia dwa przytulające się szkielety; szkielety to odniesienie do przypadku z Mantui (Włochy) gdzie znaleziono pochowane razem zamknięte w uścisku. Znajdują się tam także liczne odniesienia do historii grupy oraz jej poprzednich dzieł.
20 listopada 2009, czwórka członków zespołu oświadczyła, że muszą odpocząć, robiąc nieokreśloną przerwę w działalności grupy. „Nie znamy przyszłości Fall Out Boy!” – stwierdzili członkowie. Basista i autor tekstów Pete Wentz powiedział, że prawdziwy powód to jego małżeństwo z piosenkarką Ashlee Simpson, które stało się przeszkodą dla funkcjonowania grupy. Dodał: „Myślę, że świat potrzebuje trochę mniej Pete’a Wentza”.

### Nieoficjalny rozpad (2010)
1 lutego 2010 basista Pete Wentz napisał w serwisie Twitter: „Nie rozumiecie? Przerwa będzie wieczna aż nie staniecie się samotni albo starzy. Ja nie planuję jednego ani drugiego. Nie wyobrażam sobie ponownego grania w FOB. Coś musiałoby się zmienić w mojej głowie lub moim sercu... nie w portfelu”.
2 lutego 2010 Spin Magazine wydał wywiad z wokalistą Patrickiem Stumpem, który odpowiada na Tweety Pete’a Wentza słowami: „Nie jestem teraz w Fall Out Boy. Ale w ten czy inny sposób, zespół zawsze będzie obecny... Czy będziemy grali razem, czy nie, nie wiem. Jeśli tak, to zrobimy to ze słusznych powodów. Jeśli nie, to też będzie ze słusznych powodów”. Stump mówił także Spin.com, że skupia się na swojej przyszłej karierze solowej.
Później tego samego dnia perkusista Andy Hurley napisał na Twitterze: „Ja też odchodzę”. Gitarzysta Joe Trohman napisał w odpowiedzi „Dobra, ja też odchodzę”.
Wentz podsumował to wszystko na swoim blogu, pisząc: „nie znam przyszłości Fall Out Boy. Żenującym byłoby mówić jedno, gdy potem przyszłość narzuci coś innego. O ile wiem zespół ma przerwę (nikt nie chce powiedzieć słowa na “h” [hiatus-przerwa]). Skoro nie mam solowego projektu, nadal nie mogę przewidzieć czy kiedyś jeszcze zagram w grupie. Nie przez moje osobiste relacje, skoro jako Fall Out Boy oddaliliśmy się od siebie. W tym oświadczeniu chciałbym napisać, że istnieje możliwość, że FOB zagra znów beze mnie albo będę jego częścią, jeśli każdy będzie tego samego zdania. To nie jest niczyja wina i nie ma żadnej niechęci w tej decyzji. czuję, że jako fani powinniście to wiedzieć. Nie ma tutaj konkretnego powodu. Side-projecty albo zespoły są wspierane przez wszystkich członków zespołu. Sam jestem największym fanem FOB i jeśli to nasze dziedzictwo, to niech tak będzie. Jestem z tego dumny”.

### Reaktywacja zespołu (2013)
4 lutego 2013 roku Fall Out Boy znów stało się zespołem gdy ukazał się ich nowy singiel „My Songs Know What You Did In The Dark (Light Em Up)” i napisali że ich przyszłość zaczyna się od nowa. Pracują nad nowym albumem Save Rock and Roll. Jakiś czas później zespół ruszył w trasę koncertową, po całym świecie, promującą nową płytę FOB. Na niektórych koncertach będzie można oprócz wcześniej wymienionej grupy zobaczyć między innymi Panic! at the Disco.

## Członkowie zespołu
- Patrick Stump – śpiew, gitara, kompozytor
- Peter Wentz – gitara basowa, wokal wspomagający, autor tekstów
- Joe Trohman – gitara elektryczna
- Andy Hurley – perkusja

Byli członkowie
- T.J. „Raccine” Kunasch – gitara, wokal wspomagający (2001–2003)
- Mike Pareskuwicz – perkusja (2001–2003)

## Dyskografia
| Album                                                | Data wydania         | Wytwórnia płytowa          |
| Fall Out Boy’s Evening Out with Your Girlfriend      | 25 lutego 2003       | Uprising Records           |
| Take This to Your Grave                              | 6 maja 2003          | Fueled by Ramen            |
| My Heart Will Always Be the B-Side to My Tongue (EP) | 18 maja 2004         | Fueled by Ramen            |
| From Under the Cork Tree                             | 3 maja 2005          | Island Records, Decaydance |
| Infinity on High                                     | 6 lutego 2007        | Island Records             |
| Live in Phoenix                                      | 1 kwietnia 2008      | Uprising Records           |
| Folie à Deux                                         | 16 grudnia 2008      | Island Records             |
| Believers Never Die: Greatest Hits                   | 17 listopada 2009    | Decaydance                 |
| Save Rock and Roll                                   | 16 kwietnia 2013     | Island Records             |
| American Beauty/American Psycho                      | 20 stycznia 2015     | Island Records             |
| Make America Psycho Again                            | 30 października 2015 | Island Records, DCD2       |
| M A N I A                                            | 19 stycznia 2018     | Island Records, DCD2       |
| So Much (For) Stardust                               | 24 marca 2023        | Fueled by Ramen, DCD2      |

### Single
| Rok  | Singel                                                                       | Lista przebojów (miejsce) | Lista przebojów (miejsce) | Lista przebojów (miejsce) | Lista przebojów (miejsce) | Lista przebojów (miejsce) | Album                               |
| Rok  | Singel                                                                       | USA                       | USA Pop                   | USA Modern Rock           | USA Main. Rock            | UK                        | Album                               |
| ---- | ---------------------------------------------------------------------------- | ------------------------- | ------------------------- | ------------------------- | ------------------------- | ------------------------- | ----------------------------------- |
| 2003 | „Dead On Arrival”                                                            | 33                        | –                         | –                         | –                         | –                         | Take This to Your Grave             |
| 2003 | „Grand Theft Autumn / Where Is Your Boy”                                     | –                         | 83                        | –                         | –                         | –                         | Take This to Your Grave             |
| 2003 | „Saturday”                                                                   | –                         | –                         | –                         | –                         | –                         | Take This to Your Grave             |
| 2005 | „Sugar, We’re Goin’ Down”                                                    | 8                         | 6                         | 3                         | 36                        | 8                         | From Under the Cork Tree            |
| 2005 | „Dance, Dance”                                                               | 9                         | 6                         | 2                         | –                         | 8                         | From Under the Cork Tree            |
| 2006 | „A Little Less Sixteen Candles, a Little More „Touch Me””                    | 65                        | 45                        | 38                        | –                         | 38                        | From Under the Cork Tree            |
| 2007 | „This Ain’t a Scene, It’s an Arms Race”                                      | 2                         | 1                         | 8                         | –                         | 2                         | Infinity on High                    |
| 2007 | „The Carpal Tunnel of Love” (iTunes singel)                                  | 81                        | 67                        | –                         | –                         | –                         | Infinity on High                    |
| 2007 | „Thanks For The Memories” stylizowany na „Thnks Fr Th Mmrs”                  | 11                        | 9                         | 19                        | –                         | 12                        | Infinity on High                    |
| 2007 | „The Take Over, the Breaks Over”                                             | –                         | –                         | –                         | –                         | –                         | Infinity on High                    |
| 2007 | „I’m Like A Lawyer With The Way I’m Always Trying To Get You Off (Me & You)” | 68                        | 31                        | –                         | –                         | 89                        | Infinity on High                    |
| 2008 | „Beat It” (feat. John Mayer)                                                 | 19                        | 21                        | –                         | –                         | 31                        | Live in Phoenix                     |
| 2008 | „I Don’t Care”                                                               | 21                        | –                         | 21                        | –                         | –                         | Folie à Deux                        |
| 2009 | „America’s Suitehearts”                                                      | 78                        | –                         | –                         | –                         | –                         | Folie à Deux                        |
| 2009 | „What a Catch, Donnie”                                                       | 94                        | –                         | –                         | –                         | –                         | Folie à Deux                        |
| 2009 | „Alpha Dog”                                                                  | –                         | –                         | –                         | –                         | –                         | Believers Never Die: Greatest Hits  |
| 2013 | „My Songs Know What You Did In The Dark (Light Em Up)”                       | 13                        | –                         | 7                         | –                         | –                         | Save Rock and Roll                  |
| 2013 | „The Phoenix”                                                                | 80                        | –                         | 35                        | –                         | –                         | Save Rock and Roll                  |
| 2013 | „Alone Together”                                                             | 71                        | –                         | –                         | –                         | –                         | Save Rock and Roll                  |
| 2013 | „Young Volcanoes”                                                            | –                         | –                         | –                         | –                         | –                         | Save Rock and Roll                  |
| 2014 | „Centuries”                                                                  | 12                        | –                         | 4                         | –                         | –                         | American Beauty/American Psycho     |
| 2014 | „American Beauty/American Psycho”                                            | –                         | –                         | –                         | –                         | –                         | American Beauty/American Psycho     |
| 2015 | „Irresistible”                                                               | –                         | –                         | –                         | –                         | –                         | American Beauty/American Psycho     |
| 2015 | „Uma Thurman”                                                                | 22                        | –                         | 24                        | –                         | –                         | American Beauty/American Psycho     |
| 2015 | „Irresistible” (feat. Demi Lovato)                                           | 48                        | –                         | –                         | –                         | –                         | „Irresistible” (ft. Demi Lovato) EP |
| 2016 | „Ghostbusters (I’m Not Afraid)” (feat. Missy Elliott)                        | –                         | –                         | –                         | –                         | –                         | Ghostbusters                        |
| 2017 | „Young And Menace”                                                           | –                         | –                         | –                         | –                         | 67                        | M A N I A                           |
| 2017 | „Champion”                                                                   | –                         | –                         | 18                        | –                         | –                         | M A N I A                           |
| 2017 | „The Last of the Real Ones”                                                  | –                         | –                         | 27                        | –                         | 84                        | M A N I A                           |
| 2017 | „HOLD ME TIGHT OR DON’T”                                                     | –                         | –                         | –                         | –                         | 99                        | M A N I A                           |
| 2018 | „Wilson (Expensive Mistakes)”                                                | –                         | –                         | –                         | –                         | –                         | M A N I A                           |

## Nagrody i wyróżnienia
| Rok  | Kategoria               | Tytułem                                 | Nagroda         | Nota | Źródło |
| ---- | ----------------------- | --------------------------------------- | --------------- | ---- | ------ |
| 2006 | Best Video              | „Sugar, We’re Going Down”               | Kerrang! Awards | Laur | [ 2 ]  |
| 2007 | Best Video              | „This Ain’t a Scene, It’s an Arms Race” | Kerrang! Awards | Laur | [ 3 ]  |
| 2013 | Best Single             | „The Phoenix”                           | Kerrang! Awards | Laur | [ 4 ]  |
| 2014 | Best Event              | „Save Rock And Roll Tour”               | Kerrang! Awards | Laur | [ 5 ]  |
| 2014 | Best International Band | Fall Out Boy                            | Kerrang! Awards | Laur | [ 5 ]  |